# 2001: O odisee spațială (film)

HAL9000

Acest articol este despre filmul „2001: O odisee spațială” ; pentru romanul omonim vezi 2001: O odisee spațială (roman).
2001: O odisee spațială (2001: A Space Odyssey) este un film SF din 1968 regizat de Stanley Kubrick. Scenariul, scris de Kubrick și Arthur C. Clarke, se ocupă cu teme precum evoluția umană și tehnologia, inteligența artificială, viața extraterestră. Filmul se remarcă prin realismul științific precum și prin efectele speciale folosite în premieră.

## Distribuție
- Keir Dullea - Dr. David Bowman
- Gary Lockwood - Dr. Frank Poole
- William Sylvester - Dr. Heywood Floyd
- Douglas Rain - vocea computerului HAL 9000
- Daniel Richter -  "Moonwatcher"
- Leonard Rossiter - Dr. Andrei Smyslov
- Margaret Tyzack - Elena
- Robert Beatty - Dr. Ralph Halvorsen
- Sean Sullivan - Dr. Roy Michaels[21]
- Frank Miller - mission controller
- Edward Bishop - Lunar shuttle captain
- Edwina Carroll - Aries stewardess
- Penny Brahms - stewardess
- Heather Downham - s stewardess
- Maggie d'Abo - stewardess (Space Station 5 elevator) (nemenționată)
- Chela Matthison - stewardess (Mrs. Turner, Space Station 5 reception) (nem.)
- Judy Keirn -  Voiceprint identification girl (Space Station 5) (nem.)
- Alan Gifford - tată lui Poole
- Ann Gillis - mama lui Poole
- Vivian Kubrick - Floyd's daughter (nem.)
- Kenneth Kendall - crainic BBC  (nem.)

## Producție
Filmările au început la 29 decembrie 1965, în Hala H de la Studiourile Shepperton, Shepperton, Anglia. Cheltuielile de producție s-au ridicat la 10,5 - 12 milioane $.

## Lansare și primire
A avut încasări de 138 - 190 de milioane $.

## Vezi și
- Paradoxul lui Fermi în ficțiune
- Lista Vaticanului cu cele mai bune filme